# 温粹之
温粹之，直隶遵化（今河北遵化）人，是一名清朝政治人物。

## 生平
温粹之曾于1872年接替汪祖绶任金山县知县一职，1873年由张衍畴接任。